# Hästholmen (réserve naturelle)
Ne doit pas être confondu avec Hästholmen.
Hästholmen est une réserve naturelle dans l’archipel de Luleå en Suède,,.

## Présentation
Hästholmen est une péninsule plate et longue et étroite qui, dans sa partie sud, est reliée à Svartholmen dans l'île de Sandön. 
Hästholmen est couvert de forêts d'épicéas et de bouleaux.
Dans la forêt ouverte de bouleaux, on trouve une flore riche avec des espèces telles que la pirole unilatérale, l'airelle, le maïanthème à deux feuilles, la linnée boréale et la luzule printanière. 
Dans la côte occidentale de l'île se trouve une vaste prairie humide où pousse, entre autres, l'ophioglosse commun.   
L'avifaune de la zone est très riche. 
Les goélands cendrés, les sterninae, les laridés et les oies cendrées sont proéminents.
On trouve également de nombreux échassiers et canards, comme des chevaliers gambette, des chevaliers aboyeurs, des harles bièvres et des grues cendrées.